# Верхи (Брянская область)
Верхи — деревня в Дятьковском районе Брянской области, административный центр Верховского сельского поселения. Расположена в 5 км от юго-восточной окраины города Фокино. Население — 120 человек (2010).
Упоминается с XVIII века в составе Брянского уезда как владение Потресовых и др.; в XIX веке переходит к Мальцовым. С 1803 работал свеклосахарный завод — первый на Брянщине и один из первых в России. Входила в приход села Стеклянная Радица (с 1881). С 1861 по 1924 в Любохонской волости Брянского (с 1921 — Бежицкого) уезда, позднее в Дятьковской волости, Дятьковском районе (с 1929). До 1930-х гг. — центр Верховского (Верхнерадицкого) сельсовета, затем в Домановском с/с; после Великой Отечественной войны Верховский сельсовет был восстановлен и вновь временно упразднён в 1959—1968 (присоединён к Березинскому сельсовету).
В деревне имеется отделение связи, сельская библиотека.
На северо-востоке от деревни располагается памятный обелиск В. С. Рябка на месте его гибели.